# Meloe mediterraneus
Meloe mediterraneus is een keversoort uit de familie van oliekevers (Meloidae). De wetenschappelijke naam van de soort is voor het eerst geldig gepubliceerd in 1925 door J. Müller.